# Jacques Carette
Jacques Carette   (Roubaix, 1 de març de 1947) és un atleta francès, ja retirat, especialista en els 400 metres, que va competir durant les dècades de 1960 i 1970.
El 1968 va prendre part en els Jocs Olímpics d'Estiu de Ciutat de Mèxic, on va disputar dues proves del programa d'atletisme. En el 4×400 metres fou vuitè, mentre en els 200 metres quedà eliminat en sèries. Quatre anys més tard, als Jocs de Munic, va guanyar la medalla de bronze en els 4×400 metres. Formà equip amb Gilles Bertould, Daniel Velasques i Francis Kerbiriou. En la cursa dels 400 metres quedà eliminat en sèries.
En el seu palmarès també destaca una medalla d'or en els 4x400 metres al Campionat d'Europa d'atletisme de 1969 i dues de bronze a les Universíades de 1970.

## Millors marques
- 200 metres. 20.97" (1968)
- 400 metres. 45.92" (1969)[1][2]